# نهج البلاغة

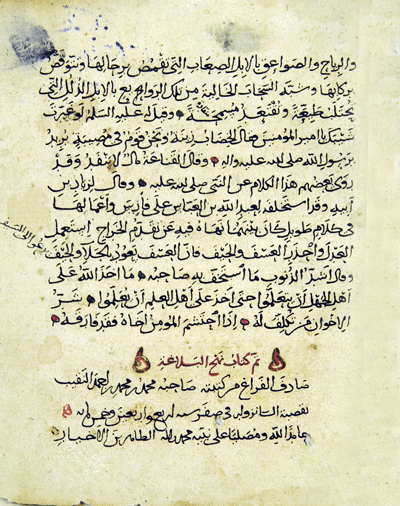
مخطوطة قديمة للكتاب

نَهْجُ البَلاغَةِ، هُوَ مَجْمُوعَةٌ شَهِيْرَةٌ مِنْ خُطَبٍ، رَسَائِلٍ، تَفَاسِيْرٍ، ورواياتٍ منسوبةٍ إلى الإمامِ عَليٍّ بنُ أبي طالِب، ابنُ عمِّ النبيِّ محمد. جمعها الشريف الرضي أحد علماء الشيعة في القرن الرابع الهجري (العاشر الميلادي). نهج البلاغة معروفٌ لفصاحةِ محتواهِ، ويُعتبرُ تحفةً أدبيةً عندَ الشيعة.

## المحتويات
اشتمل الكتاب على عددٍ كبيرٍ من الخطبِ والمواعظَ والعهودِ والرسائلَ والحكم والوصايا والآداب، متوزّعةً على 238 خطبة، و79 رسالة و489 قولًا. اشتملت مواضيع الكتاب: معارفَ التوحيدِ، نصائحَ ومواعظَ، بيانًا للأحداث السياسية، وعهودًا للولاة وتنبيههم. بعد مقدمة قصيرة، يضع المؤلف كلام علي في ثلاثة أقسام: الخطب والكتب والحكم، مضيفًا إليه توضيحات مختصرة.

### الأجزاء
الكتاب مكون من 4 أجزاء:
- الجزء الأول: مقدمة الشريف الرضي ويشرح فيها سبب جمعه للكتاب وملخص الكتاب.
- الجزء الثاني: خطب أمير المؤمنين وفيه مجموعة من الخطب التي ألقاها الإمام علي على الناس.
- الجزء الثالث: كتب أمير المؤمنين وفيه فحوى بعض الكتب والرسائل التي ارسلها الإمام علي إلى عماله في الأمصار أو أعدائه.
- الجزء الرابع: حكم أمير المؤمنين وفيه مقتطفات من كلام الإمام علي وحكمه ووصاياه.

## اقتباسات
القائمة الآتيةُ تجمعُ مُقتطفاتٍ من الجزء الرابعِ لنهج البلاغة:
- أزرى بنفسه من استشعر الطمع. ورضى بالذل من كشف عن ضره. وهانت عليه نفسه من أمر عليها لسانه.
- صدر العاقل صندوق سره، والبشاشة حبالة المودة، والصبر قبر العيوب، ومن رضى عن نفسه كثر الساخط عليه.
- خالطو الناس مخالطة: إن متم معها بكوا عليكم، وإن عشتم حنوا اليكم.
- إذا وصلت اليكم أطراف النعم فلا تنفروا أقصاها بقلة الشكر.
- ما أضمر أحد شيئًا إلا ظهر في فلتات لسانه، وصفحات وجهه.
- أفضل الزهد إخفاء الزهد.
- إذا كنت في إدبار والموت في إقبال فما أسرع الملتقى.
- لسان العاقل وراء قلبه، وقلب الأحمق وراء لسانه.
- الغنى في الغربة وطن، والفقر في الوطن غربة.
- هلك فيّ رجلان: محبٌ غال، ومبغضٌ قالٍ.
- توقوا البرد في أوله، وتلقوه في آخره فإنه يفعل في الأبدان كفعله في الأشجار، أوله يحرق وآخره يورق.

## ترجمات
تُرجم الكتاب للعديد من اللغات منها الإنجليزية والفرنسية والإسبانية والرومانية والروسية والأردية والفارسية وغيرها.

## أقوال العلماء والأدباء في نهج البلاغة
- قال جورج جرداق: «وآيته في ذلك نهج البلاغة الذي يقوم في أسس البلاغة العربية في ما يلي القرآن من الأسس وتتصل به أساليب العرب في نحو ثلاثة عشر قرنًا فتبني على بنائه وتقتبس منه ويحيى جيدها في نطاق من بيانه الساحر. أما البيان وصل علي سابقة بلاحقه فضم روائع البيان الجاهلي الصافي المتحد بالفطرة السليمة اتحادًا مباشرًا إلى البيان الإسلامي الصافي المهذب المتحد بالفطرة السليمة والمنطق القوي اتحادًا لا يجوز فيه فصل العناصر بعضها عن بعض. فكان له من بلاغة الجاهلية ومن سحر البيان النبوي، ما حدا بعضهم إلى ان يقول في كلامه إنه دون كلام الخالق وفوق كلام المخلوق.» – جورج جرداق،  روائع نهج البلاغة
- قال المستشرق الفرنسي هنري كوربين: «تأتي اهمية هذا الكتاب في الدرجة الأولى بعد القرآن وأحاديث النبي، ليس بالنسبة للحياة الدينية في التشيع عمومًا وحسب، بل بالنسبة لما في التشيع من فكر فلسفي...وأنّك لتشعر بتأثير هذا الكتاب بصورة جمة من الترابط المنطقي في الكلام؛ ومن استنتاج النتائج السليمة؛ وخلق بعض المصطلحات التقنية العربية التي أدخلت على اللغة الأدبية والفلسفية فأضفت عليها غنى وطلاوة، وذلك أنها نشأت مستقلة عن تعريب النصوص اليونانية».[2]
- قال أحمد حسن الزّيات: « ولا نعلم بعد رسول الله فيمن سلف وخلف أفصح من علي في المنطق، ولا أبلّ منه ريقًا في الخطابة، كان حكيمًا تتفجر الحكمة من بيانه، وخطيبًا تتدفّق البلاغة على لسانه، وواعظًا ملء السمع والقلب، ومترسلًا بعيد غور الحجة، ومتكلمًا يضع لسانه حيث يشاء، وهو بالإجماع أخطب المسلمين وإمام المنشئين، وخُطبه في الحثّ على الجهاد ورسائله إلى معاوية ووصف الطاووس والخفاش والدنيا، وعهده للأشتر النخعي إن صحَّ تعدّ من معجزات اللسان العربي وبدائع العقل البشري، وما نظن ذلك قد تهيأ له إلا لشدة خلاطه الرسول ومرانه منذ الحداثة على الكتابة له والخطابة في سبيله.» – أحمد حسن الزيات
- قال الهنداوي: «لا نكاد نرى كتابًا انفرد بقطعات مختلفة يجمعها سلك واحد من الشخصية الواحدة والأسلوب الواحد، كما نراه في نهج البلاغة، لذلك نقرر ونكرر أن النهج لا يمكن أن يكون إلا لشخص واحد نفخ فيه نفس واحد.» – الهنداوي
- قال محمد عبده: «جمع الكتاب - أي نهج البلاغة - ما يمكن أن يعرض الكاتب والخاطب من أغراض الكلام، فيه الترغيب، والتنفير، والسياسات، والجدليات، والحقوق وأصول المدنية وقواعد العدالة، والنصائح والمواعظ، فلا يطلب الطالب طلبه إلا ويرى فيه أفضلها، ولا تختلج فكرة إلا وجد فيه أكملها.» – محمد عبدهوقال:«وليس في أهل هذه اللغة إلاّ قائل بأنّ كلام الإمام عليّ بن أبي طالب هو أشرف الكلام وأبلغه بعد كلام الله تعالى وكلام نبيّه، وأغزره مادّة، وأرفعه أُسلوبًا، وأجمعه لجلائل المعاني.» – محمد عبده
- قال الفاضل الآلوسي: «هذا كتاب نهج البلاغة قد استودع من خطب الإمام علي بن أبي طالب سلام الله عليه ما هو قبس من نور الكلام الإلهي وشمس تضيء بفصاحة المنطق النبوي.» – الفاضل الآلوسي
- قال ابن نباتة: «حفظت من الخطابة كنزًا لا يزيده الإنفاق إلاّ سعة وكثرة، حفظت مائة فصل من مواعظ عليّ بن أبي طالب.» – ابن نباتة
- قال الفيلسوف زكي نجيب محمود في كتابه المعقول واللامعقول في تراثنا الفكري ص 31 :[3]«ونجول في أنظارنا في هذه المختارات من أقوال الإمام عليّ، الّتي اختارها الشريف الرضي (970 م ـ 1016) وأطلق عليها: نهج البلاغة، لنقف ذاهلين أمام روعة العبارة وعمق المعنى.. فإذا حاولنا أن نصنّف هذه الأقوال تحت رؤوس عامّة تجمعها، وجدناها تدور ـ على الأغلب ـ حول موضوعات رئيسية ثلاثة، هي نفسها الموضوعات الرئيسية الّتي ترتد إليها محاولات الفلاسفة، قديمهم وحديثهم على السواء، ألا وهي: الله والعالم والإنسان. وإذًا فالرجل ـ وإن لم يتعمّدها ـ فيلسوف بمادّته وإن خالف الفلاسفة في أنَّ هؤلاء قد غلب عليهم أن يقيموا لفكرتهم نسقًا على صورة مبدأ ونتائجه، وأمّا هو فقد نثر القول نثرًا في دواعيه وظروفه.» – زكي نجيب محمود
- قال لبيب بيضون:«لا يشكّ أديب أو مؤرّخ أو عالم ديني أو اجتماعي في ما لنهج البلاغة من قيمة جلّى، وإنّه في مصافِ الكتب المعدودة، والّتي تعتبر من أُمّهات الكتب.» – لبيب بيضون
- قال صبحي الصالح: «منذ أن تصدّى الشريف الرضي لجمع ما تفرّق من كلام أمير المؤمنين عليّ بن أبي طالب ووسمه نهج البلاغة أقبل العلماء والأُدباء على ذلك الكتاب بين ناسخ له يحفظ نصّـه في لوح صـدره، وشارح له ينسم الناس عن تفسيراته وتعليقاته.» – صبحي الصالح، مقدمته لنهج البلاغة
- قال محسن الأمين:«ومن التحامل على أمير المؤمنين على بن أبى طالب التماس الوجوه والطرق والوسائل لإنكار نسبة نهج البلاغة إليه، وأنه من تأليف السيد الرضي.» – محسن الأمين

## رأي الشيعة
يرى الشيعة أنه أحد الكتب الهامة التي يجب على الشيعي قراءتها والأخذ منها والتعلم منها. بل إن الخميني قائد الثورة الإسلامية في إيران كان من وصيته قبل موته للشباب أن يحافظوا على قراءة نهج البلاغة.

## رأي أهل السنة والجماعة
اختلف الناس في كتاب نهج البلاغة، منهم من اعتبره لعلي بن أبي طالب مثل محمد عبده، الفاضل الآلوسي، وابن نباتة، وصبحي الصالح، وآخرين غيرهم، ولكن جمهور أهل السنة يرون بعدم صحة نسبة هذا الكتاب لعلي بن أبي طالب، وذلك لعدة أسباب وأهمها عدم وجود سند لهذا الكتاب لعلي، حيث الذي ألفه هو الشريف الرضي والذي كان موجودًا بعد علي بما يقارب من أربع مئة عام، فالكتاب كما يراه هؤلاء قد سقط أصلا من ناحية الإسناد، ويرون في البيان والتبيين للجاحظ وغيره من الكتب كلامًا منقولًا عن غير علي بن أبي طالب وصاحب كتاب نهج البلاغة يجعله عن علي بن أبي طالب، كما يرون أن هذا الكتاب مكذوب على الخليفة علي لأن فيه السب الصراح والشتم على أبي بكر وعمر وهذا لا يليق بعلي، كما يرون أن في كتاب نهج البلاغة من التناقض والعبارات الركيكة التي لا يتوقع أن تصدر من علي.
- قال القنوجي عند ترجمة الشريف المرتضي:«وقد اختلف الناس في كتاب نهج البلاغة، المجموع من كلام علي، هل هو جَمَعَه، أم جَمْعُ أخيه الرضي؟ وقد قيل: إنه ليس من كلام علي، وإنما الذي جمعه ونسبه إليه هو الذي وضعه.»[6]
- قال الذهبي: «ومن طالع كتابه نهج البلاغة، جزم بأنه مكذوب على أمير المؤمنين علي، ففيه السب الصراح والحطُّ على أبي بكر وعمر، وفيه من التناقض والأشياء الركيكة والعبارات التي من له معرفة بنفس القرشيين الصحابة، وبنفس غيرهم ممن بعدهم من المتأخرىن، جزم بأن الكتاب أكثره باطل.»[7]

- قال ابن تيمية: «فأكثر الخطب التي ينقلها صاحب "نهج البلاغة "كذب على علي، علي أجلُّ وأعلى قدرا من أن يتكلم بذلك الكلام، ولكن هؤلاء وضعوا أكاذيب وظنوا أنها مدح، فلا هي صدق ولا هي مدح، ومن قال إن كلام علي بن أبي طالب وغيره من البشر فوق كلام المخلوق فقد أخطأ، وكلام النبي فوق كلامه، وكلاهما مخلوق... وأيضا ؛ فالمعاني الصحيحة التي توجد في كلام علي موجودة في كلام غيره، لكن صاحب نهج البلاغة وأمثاله أخذوا كثيرا من كلام الناس فجعلوه من كلام علي، ومنه ما يحكى عن علي أنه تكلم به، ومنه ما هو كلام حق يليق به أن يتكلم به ولكن هو في نفس الأمر من كلام غيره....ولهذا يوجد في كلام البيان والتبيين للجاحظ وغيره من الكتب كلام منقول عن غير الإمام علي وصاحب نهج البلاغة يجعله عن الإمام علي، وهذه الخطب المنقولة في كتاب نهج البلاغة لو كانت كلها عن علي من كلامه لكانت موجودة قبل هذا المصنف منقولة عن علي بالأسانيد وبغيرها، فإذا عرف من له خبرة بالمنقولات أن كثيرا منها بل أكثرها لا يعرف قبل هذا علم أن هذا كذب، وإلا فليبيِّن الناقل لها في أي كتاب ذكر ذلك، ومن الذي نقله عن الإمام علي، وما إسناده، وإلا فالدعوى المجردة لا يعجز عنها أحد، ومن كان له خبرة بمعرفة طريقة أهل الحديث ومعرفة الآثار والمنقول بالأسانيد وتبين صدقها من كذبها؛ علم أن هؤلاء الذين ينقلون مثل هذا عن علي من أبعد الناس عن المنقولات والتمييز بين صدقها وكذبها.»[8]

وقال:
«فنقول أولًا: أين إسناد هذا النقل ؟ بحيث ينقله ثقة عن ثقة متصلًا إليه، وهذا لا يوجد قط، وأنما يوجد مثل هذا في كتاب نهج البلاغة، وأمثاله، وأهل العلم يعلمون أن أكثر خطب هذا الكتاب مفتراة على علي، ولهذا لا يوجد غالبها في كتاب متقدم، ولا لها إسناد معروف، فهذا الذي نقلها من أين نقلها ؟ولكن هذه الخطب بمنزلة من يدعي أنه علوي، أو عباسي، ولا نعلم أحدًا من سلفه أدعى ذلك قط، ولا أدعى ذلك له فيعلم كذبه، فإن النسب يكون معروفًا من أصله حتى يتصل بفرعه، وكذلك المنقولات لا بد أن تكون ثابته معروفة عمن نقل عنه، حتى تتصل بنا. فإذا صنف واحد كتابًا ذكر فيه خطبًا كثيرة للنبي صلى الله عليه وسلم، وأبي بكر، وعمر، وعثمان، وعلي، ولم يرو أحد منهم تلك الخطب قبله بإسناد معروف علمنا قطعًا أن ذلك كذب. وفي هذه الخطب أمور كثيرة قد علمنا يقينًا من علي ما يناقضها، ونحن في هذا المقام ليس علينا أن نبين أن هذا كذب بل يكفينا المطالبة بصحة النقل، فإن الله لم يوجب على الخلق أن يصدقوا بما لم يقم دليل على صدقه بل هذا ممتنع بالاتفاق، لا سيما على القول بامتناع تكليف ما لا يطاق، فإن هذا من أعظم تكليف ما لا يطاق، فكيف يمكن الإنسان أن يثبت إدعاء علي للخلافة بمثل حكاية ذكرت عنه في أثناء المائة الرابعة لما كثر الكذابون عليه، وصار لهم دولة تقبل منهم ما يقولون سواء كان صدقًا أو كذبًا، وليس عندهم من يطالبهم بصحة النقل، وهذا الجواب عمدتنا في نفس الأمر، وفيما بيننا وبين الله تعالى»
- قال الخطيب البغدادي:«ونظير ما ذكرناه آنفا أحاديث الملاحم، وما يكون من الحوادث، فإن أكثرها موضوع، وجُلها مصنوع، كالكتاب المنسوب إلى دانيال، والخُطب المروية عن علي بن أبي طالب.»[10]
- قال صالح الفوزان:«والذي يظهر لي أنه من وضع الاثنين. ومما يدل على أن كتاب نهج البلاغة إما من وضع المرتضى أو له فيه مشاركة قوية ما فيه من الاعتزاليات في الصفات، والمرتضى كما ذُكر في ترجمته من كبار المعتزلة.»[11] وقال:«ثم نقل ابن حجر في لسان الميزان كلام الذهبي مقررا له.»[11]
- قال محب الدين الخطيب: «وهذان الأخوان تطوعا للزيادة على خطب أمير المؤمنين علي بكل ما هو طارئ عليها وغريب منها؛ من التعريض بإخوانه الصحابة، وهو بريء عند الله عز وجل من كل ذلك، وسيبرأ إليه من مقترفي هذا الإثم.»[12] وقال:«ومن المقطوع به أن أخاه علي بن الحسين المرتضى المتوفى سنة (426 هـ) شاركه في الزيادات التي دُسَّت في النهج، ولا سيما الجُمل التي لها مساس بأحباب علي وأولياء النبي صلى الله عليه وسلم كقول الأخوين أو أحدهما: لقد تقمصها فلان، وما خرج من هذه الحمأة.»[13]
- قال صبري إبراهيم السيد: «كانت نسبة ما في " نهج البلاغة" إلى الأمام عليّ مثارًا للشكّ عند العلماء والباحثين، المتقدمين والمتأخرين على مرّ العصور، كما أثار الجدل حول النّصوص ذاتها التي حواها الكتاب، فكثير من علماء القرن السادس الهجري كانوا يزعمون أن معظم ما في نهج البلاغة لا يصحّ إلى عليّ بن أبي طالب وإنما ألّفه قومٌ من فصحاء الشيعة، من بينهم السيد الرضي.»[14] لم يقر صبري السيد بصحة ما في الكتاب، بل حلله، فرجع قسم منه إلى خطباء اليونان وقسم إلى علماء المسلمين، ولم يقر إلا 20% من الموجود في الكتاب. وأثبت نسبة نهج البلاغة إلى الشريف الرضي لا إلى أخيه.
- قال أحمد أمين: «و نسبوا إليه ما في نهج البلاغة، وهو يشتمل على كثير من الخطب والأدعية والكتب والمواعظ والحِكم، وقد شك في مجموعها النقاد قديمًا وحديثًا كالصفدي وهوار واستوجب هذا الشك أمور: ما في بعضه من سجع منمق، وصناعة لفظية_ لا تُعرف لذلك العصر _ كقوله: " أكرم عشيرتك فإنهم جناحك الذي به تطير، وأصلك الذي إليه تصير"، وما فيه من تعبيرات إنما حدثت بعد أن نُقلت الفلسفة اليونانية إلى العربية وبعد أن دونت العلوم، كقوله: " الاستغفار على ست معانٍ، والإيمان على أربع دعائم"، وكالذي فيه من وصف الذار وتحديدها بحدود هي أشبه بتحديد الموثّقين، كقوله:" وتجمع هذه الدار حدود أربعة، الحد الأول ينتهي إلى دواعي الآفات"...، هذا إلى ما فيه من معانٍ دقيقة منمقة على أسلوب لم يُعرف إلا في العصر العباسي، كما ترى في وصف الطاووس؛....كل هذا ما يجعل من العسير على المؤرخ الناقد وصف شخصيته العلمية وصفًا يطمئن إليه، أيُّ ما في نهج البلاغة لعلي؟»

## الإصدارات والتلقي
عدّ بعض الباحثين نحوًا من 370 مؤلفًا حول نهج البلاغة من الشرح والتفسير والترجمة وغيرها، وقد طبعت إلى الآن نحو من خمس عشرة ترجمة لنهج البلاغة. وهذا ما يوضح إلى حد ما مكانة الكتاب وقيمته بين المسلمين. هناك ترجمات فارسية كثيرة لنهج البلاغة، من أبرزها ترجمة علي نقي فيض الإسلام والدكتور السيد جعفر شهيدي.
حاول بعض الباحثين جمع ما لم يأت به الرضي في نهج البلاغة من كلام الإمام. وأهم هذه المحاولات هو نهج السعادة في مستدرك نهج البلاغة. هذه المجموعة جمعها الشيخ محمد باقر المحمودي في ثمانية مجلدات. هناك معاجم ألفاظ وموضوعات لنهج البلاغة سهلت البحث والرجوع إليه. كما تم إعداد بعض البرامج الكمبيوترية لنهج البلاغة وبعض شروحه. من أشهر تحقيقات نهج البلاغة تحقيق الشيخ محمد عبده وتحقيق صبحي الصالح. كما يشتهر في اللغة الفارسية تحقيق فيض الإسلام، وطبعة جديدة من نهج البلاغة، حققها ونشرها الدكتور صبري إبراهيم السيد، وهو أستاذ بجامعتي قطر وعين شمس، ووصفها على الغلاف بانها «نسخة جديدة محققة وموثقة تحوي ما ثبت نسبته للإمام علي (رضي الله عنه وكرم الله وجهه) من خطب ورسائل وحكم» وقد قدم لها عبد السلام محمد هارون ونشرتها «دار الثقافة» بالدوحة عام 1986. وقد خلص هذا المحقق إلى ان ما صحت نسبته من الكتاب إلى الإمام علي هو(114 خطبة) و(52 رسالة) و(125 حكمة).

### الشروح
تعددت شروح نهج البلاغة، ومن شروحه:
- شرح نهج البلاغة - ابن أبي الحديد.
- شرح نهج البلاغة - ميثم البحراني.
- بهج الصباغة في شرح نهج البلاغة - محمد تقي التستري.
- منهاج البراعة - قطب الدين الراوندي.
- نفحات الولاية شرح عصري جامع لنهج البلاغة - ناصر مكارم الشيرازي.
- منهاج البراعة في شرح نهج البلاغة - حبيب الله الخوئي.
- شرح نهج البلاغة - محمد كاظم القزويني.
- شرح نهج البلاغة المقتطف من بحار الأنوار - المجلسي.
- شرح نهج البلاغة - محمد عبده.
- نخبة الشرحين في شرح نهج البلاغة - عبد الله شبر.
- معارج نهج البلاغة - علي بن زيد البيهقي الأنصاري.
- شرح نهج البلاغة - محمد الحسيني الشيرازي.

### مستدركات
تعددت مستدركات نهج البلاغة، منها:
- ت‍م‍ام‌ ن‍ه‍ج‌ ال‍ب‍لاغة‌ م‍م‍ا أورده‌ ال‍ش‍ري‍ف‌ ال‍رضي‌ أث‍ر م‍ولان‍ا الإم‍ام‌ أمي‍رال‍م‍وم‍ني‍ن‌ ع‍لي ‌ب‍ن‌ أبي ‌طال‍ب‌.[18]
- ن‍ه‍ج‌‌ ال‍س‍ع‍ادة‌ في م‍س‍ت‍درك‌ ن‍ه‍ج ‌‌ال‍ب‍لاغة‌ ب‍اب ‌‌الك‍ت‍ب‌ و‌ال‍رس‍ائ‍ل‌.[19]
- ن‍ه‍ج ‌‌ال‍س‍ع‍ادة‌ في‌ م‍س‍ت‍درك‌ ن‍ه‍ج‌‌ ال‍ب‍لاغة‌ ب‍اب ‌‌ال‍خطب والكلم.[20]
- م‍س‍ت‍درك‌ ن‍ه‍ج ‌ال‍ب‍لاغة‌.[21]
- إتمام نهج البلاغة.[22]

### الأسانيد
تعددت أسانيد نهج البلاغة، منها:
- استناد نهج البلاغة - امتياز علي خان العرشي.[23]
- اسناد ومدارك نهج البلاغة - محمد الدشتي.[24]
- مصادر نهج البلاغة وأسانيده - عبد الزهراء الحسيني.[25]
- مدارك نهج البلاغة ودفع الشبهات عنه - هادي كاشف الغطاء.[26]
- بحث مقتضب حول نهج البلاغة ومداركه - رضا الأستادي.[27]
- الإنسان الكامل في نهج البلاغة - حسن حسن زاده آملي.[28]

## وصلات خارجية
- تحميل الكتاب
- شبكة نهج البلاغة (موقع متعدد اللغات)
- محرك بحث كتاب نهج البلاغة
- شروح نهج البلاغة
- كتب عن نهج البلاغة
- رأي الحافظ الغماري في شرح نهج البلاغة
- هل أن نهج البلاغة للشريف الرضي؟ أم هو للإمام أمير المؤمنين علي؟